# Belciug (okręg Teleorman)
Belciug – wieś w Rumunii, w okręgu Teleorman, w gminie Necșești. W 2011 roku liczyła 352 mieszkańców.